# Korean Englishman
Korean Englishman (영국 남자) es un canal de YouTube creado por Josh Carrott y Ollie Kendal. Incluye contenido contenido en coreano e inglés (con subtítulos en ambos idiomas) que describen las reacciones de los británicos ante aspectos de la cultura y la comida coreanas y viceversa.
El canal presentó una variedad de comida coreana a celebridades en forma de entrevistas cortas, incluidos Arnold Schwarzenegger, Benedict Cumberbatch, Chris Hemsworth, Tom Hiddleston, Tom Holland, Pom Klementieff, Ryan Reynolds, Will Smith, David Beckham y dos actores de Kingsman: The Círculo Dorado, Taron Egerton y Mark Strong. Al principio, el canal tenía principalmente espectadores coreanos, pero ahora tiene una audiencia más global.
Al principio, Kendal rara vez se veía en los videos, sino que estaba a cargo de la filmación y edición, con su amigo Carrott (un inglés que vivía en Corea, de ahí en nombre del canal) que parecía ser el presentador principal del programa. Sin embargo, Kendal comenzó a aparecer con más frecuencia y ambos aclararon que son socios a partes iguales de su negocio.  

## Biografía
Joshua Daryl Carrott (Inglaterra, 14 de mayo de 1989) es hijo de Daryl y Maureen Carrott (de soltera Moon). Tiene un hermano llamado Jordan. Cuando tenía 12 años, la familia de Carrott se mudó de Inglaterra a Qingdao, China, debido al trabajo de su padre. Carrott estuvo expuesto por primera vez a la cultura coreana en la Escuela Internacional de Qingdao, que tiene una gran población de expatriados surcoreanos. Luego regresó a Inglaterra para la universidad, especializándose en estudios coreanos en SOAS, Universidad de Londres, con un año en el extranjero en la Universidad de Corea durante el cual llegó a dominar el idioma coreano. Está casado con Gabriela 'Gabie' Kook, una chef coreana que creció en España y Estados Unidos y estudió en España, Estados Unidos y Francia. Gabie Kook fue finalista en MasterChef Korea, quien también mantiene un canal de YouTube ampliamente visto llamado "Gabie Kook" (subs 1.29M). Recientemente se convirtieron en dueños de una cachorro de Cavapoochon llamada Brie.
Oliver John Kendal (16 de noviembre de 1987) más conocido como Ollie, copresenta los canales 'JOLLY' y 'Korean Englishman'. También es el mejor amigo de Josh y, en ocasiones, se refiere en broma como su primera esposa (pues conoció a Carott antes que Kook). El dúo comenzó su carrera como YouTubers el 10 de agosto de 2013, cuando subieron por primera vez su video en su canal 영국 남자 (Korean Englishman) que actualmente tiene 3.92M de suscriptores (a julio de 2020). El 7 de octubre de 2015, comenzaron otro canal llamado JOLLY que alcanzó los 2.07M de suscriptores (a agosto de 2020). Todos los videos están subtitulados en inglés y coreano. Oliver Kendal fue confundido primeramente con el camarógrafo de Carrott, sin embargo, lo corrigieron en uno de sus videos de YouTube. Kendal también es conocido como el operador oficial del Instagram del canal JOLLY. Tiene una hija llamada Juno, con su esposa Lizzie Kendal. Juno también es la ahijada de Josh y Gabie. 
A menudo aparece en los canales el reverendo invitado Christopher Lee (conocido popularmente como el Rev. Chris), el cuñado de Ollie. El hermano gemelo del reverendo Chris, el comandante Charles Lee, también aparece ocasionalmente en sus canales. 

## Jolly
Jolly (estilizado como JOLLY) comenzó más como un canal más pequeño respecto de Korean Englishman. A diferencia de Korean Englishman, el canal, que comenzó en 2015, que representa un acrónimo de sus nombres Josh y Ollie, así como la palabra en inglés "Jolly" tal como está, es igualmente coanfitrión de los dos con Kendal tomando un lugar más prominente en la pantalla en comparación con su canal principal. Si bien el estilo de los videos en el canal Korean Englishman tiene un valor de producción más alto que Jolly, Jolly fue creado para tener una sensación más comunicativa y personal para los espectadores, de manera más informal a través de contenidos experimentales en videos más cortos y simples.

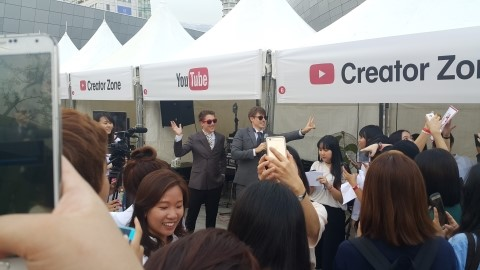
Ollie Kendal (centro izquierda) y Josh Carrott (centro derecha)

Mientras que JOLLY es una mezcla de Mukbang (transmisiones de comida), reacción, entrevistas con celebridades famosas, apertura de correo y vlogs, Korean Englishman se enfoca en la cultura coreana, haciendo que la gente o a que Carott vaya a Corea para experimentar la comida y las costumbres. También existe el formato en el que Carrott presenta la comida y la cultura coreanas a personajes famosos, amigos, familiares y seres queridos de su casa en Inglaterra de estilo coreano restaurantesde estilo coreano en Londres.
A diferencia del Korean Englishman, los episodios de JOLLY se dividen en temporadas, desde la temporada 1 hasta la temporada 12 (a partir de enero de 2020), y cada temporada se indica mediante una disposición única de 5 colores debajo del gran texto "JOLLY" durante la introducción. Los números de los episodios se indican con números romanos. A partir del 18 de marzo de 2020, JOLLY está en la Temporada 12, Episodio 242 (CCXLII). JOLLY también documenta el aprendizaje de Kendal del coreano (Hangeul).  